# Marcoux (Loire)
Marcoux is een gemeente in het Franse departement Loire (regio Auvergne-Rhône-Alpes) en telt 654 inwoners (2005). De plaats maakt deel uit van het arrondissement Montbrison.

## Geografie
De oppervlakte van Marcoux bedraagt 15,4 km², de bevolkingsdichtheid is 42,5 inwoners per km².
De onderstaande kaart toont de ligging van Marcoux (Loire) met de belangrijkste infrastructuur en aangrenzende gemeenten.

## Demografie
Onderstaande figuur toont het verloop van het inwonertal (bron: INSEE-tellingen).